# Coupe d'Algérie de football 2005-2006
Navigation
Coupe d'Algérie
2004-2005 Coupe d'Algérie
2006-2007
La Coupe d'Algérie de football 2005-2006 voit le sacre du MC Alger, qui bat l'USM Alger en finale.
C'est la 5e Coupe d'Algérie remportée par le MC Alger et c'est la quinzième fois que l'USM Alger atteint la finale de cette compétition.

## Trente-deuxièmes de finale
| Date et heure | Club             | Score     | Club                  | Lieu                               |
| ------------- | ---------------- | --------- | --------------------- | ---------------------------------- |
| 29 décembre   | MC Mekhadma      | 0 - 6     | JS Kabylie            |                                    |
| 29 décembre   | US Béchar Djedid | 0 - 2     | CC Sig                |                                    |
| 29 décembre   | HAMRA Annaba     | 2 - 1     | MCB Oued El Alleug    |                                    |
| 29 décembre   | HC Laghouat      | 1 - 3     | CRB Dar El Beida      |                                    |
| 29 décembre   | OM Arzew         | 1 - 0     | ES Béchar             |                                    |
| 29 décembre   | WA Mostaganem    | 1 - 1 tab | CA Bordj Bou Arreridj |                                    |
| 29 décembre   | JS El Biar       | 0 - 2     | MO Constantine        |                                    |
| 29 décembre   | NA Hussein Dey   | 2 - 0     | USB Hassi R'mel       |                                    |
| 29 décembre   | CRB Ain El Turck | 0 - 1     | US Biskra             |                                    |
| 29 décembre   | MSP Batna        | 2 - 3 a.p | WA Tlemcen            |                                    |
| 29 décembre   | CR Témouchent    | 0 - 2     | ASO Chlef             |                                    |
| 29 décembre   | Paradou AC       | 0 - 1     | ES Sétif              |                                    |
| 29 décembre   | ES Guelma        | 0 - 1     | MC Saida              |                                    |
| 29 décembre   | SCD Ain Defla    | 0 - 4     | CR Belouizdad         |                                    |
| 29 décembre   | NARB Reghaia     | 6 - 0     | USM Tindouf           |                                    |
| 29 décembre   | WA Boufarik      | 1 - 2     | CRB El Milia          |                                    |
| 29 décembre   | USM El Harrach   | 1 - 0     | MC Oran               |                                    |
| 29 décembre   | IRB Abadla       | 1 - 2     | JS Sig                |                                    |
| 29 décembre   | AS Khroub        | 2 - 1     | CA Batna              |                                    |
| 29 décembre   | USM Dréan        | 5 - 3     | IR Bouhenni Tiaret    |                                    |
| 29 décembre   | ES Mostaganem    | 0 - 3     | USM Annaba            |                                    |
| 29 décembre   | USM Alger        | 6 - 0     | CRB Sidi Ali          |                                    |
| 30 décembre   | MC Alger         | 2 - 0     | IRB Sidi Aissa        |                                    |
| 30 décembre   | ES Souk Ahras    | 0 - 1     | AS Ain M'lila         |                                    |
| 30 décembre   | US Chaouia       | 2 - 3 a.p | CR Zaouia             |                                    |
| 30 décembre   | USM Blida        | 0 - 1     | MC El Eulma           | Stade du 1er-Novembre - Tizi-Ouzou |
| 30 décembre   | CRB Djendel      | 0 - 0 tab | JSM Chéraga           |                                    |
| 30 décembre   | ES Collo         | 1 - 0     | ROC Ras El Oued       |                                    |
| 30 décembre   | ASM Oran         | 2 - 1     | CR Zemmouri           |                                    |
| 30 décembre   | NRB Lardjem      | 0- 1      | RC Kouba              |                                    |
| 30 décembre   | CS Constantine   | 2 - 1     | IRB Laghouat          |                                    |
| 30 décembre   | ES Guelma        | 2 - 1 a.p | MC Sidi Okba          |                                    |

## Seizièmes de finale
| Date et heure | Club                  | Score             | Club             | Lieu                                |
| ------------- | --------------------- | ----------------- | ---------------- | ----------------------------------- |
| 9 février     | USM Dréan             | 1 - 3             | WA Tlemcen       | Stade 20 août 1955 (Alger)          |
| 9 février     | CS Constantine        | 1 - 1 (6 - 5 tab) | CR Belouizdad    | Stade 20 août 1955 (Bordj Bou Arr.) |
| 9 février     | MC Alger              | 2 - 1             | CC Sig           | Stade Communal d'Ain Defla          |
| 9 février     | CA Bordj Bou Arreridj | 2 - 2 (3 - 1 tab) | USM El Harrach   | Stade Communal de Bouira            |
| 9 février     | HAMRA Annaba          | 1 - 3 a.p         | CRB Dar El Beida | Stade 8 mai 1945 (Sétif)            |
| 9 février     | MC Saida              | 2 - 3             | RC Kouba         | Stade Boumezrag (Chlef)             |
| 9 février     | AS Ain M’lila         | 0 - 1             | MC El Eulma      | Stade Seffouhi (Batna)              |
| 9 février     | CRB El Milia          | 2 - 3             | USM Annaba       | Stade 20 août 1955 (Skikda)         |
| 9 février     | ASO Chlef             | 0 - 0 (4 - 5 tab) | US Biskra        | Stade 5 juillet 1962 (Alger)        |
| 9 février     | NA Hussein Dey        | 3 - 1             | CR Zaouia        | Stade Med Reggaz (Boufarik)         |
| 9 février     | JS Sig                | 1 - 2             | ES Guelma        | Stade Omar Hamadi (Alger)           |
| 9 février     | ES Sétif              | 3 - 0             | OM Arzew         | Stade Mustapha Tchaker (Blida)      |
| 10 février    | JS Kabylie            | 3 - 0             | NARB Réghaia     | Stade Communal de Bouira            |
| 10 février    | USM Alger             | 3 - 1 a.p         | MO Constantine   | Stade 20 août 1955 (Bordj Bou Arr.) |
| 10 février    | ASM Oran              | 2 - 2 (? - ? tab) | JSM Chéraga      | Stade Boumezrag (Chlef)             |
| 10 février    | ES Collo              | 0 - 2             | AS Khroub        | Stade 20 août 1955 (Skikda)         |

## Huitièmes de finale
Les matchs des huitièmes de finale se sont joués le 2 mars 2006.
| Équipe 1                   | Score | Équipe 2              |         | Lieu                                  |
| AS Khroub (D2)             | 0 - 1 | NA Hussein Dey (D1)   |         | Stade 20 août 1955 - Bordj Bou Ar.    |
| ASM Oran (D1)              | 1 - 1 | MC El Eulma           | tab 4-3 | Alger - Stade du 20 août 1955 - Alger |
| CA Bordj Bou Arreridj (D1) | 0 - 1 | RC Kouba (D1)         | *       | Stade Communal de Bouira              |
| MC Alger (D1)              | 2 - 0 | CRB Dar El Beida (D3) |         | Stade Salem Mabrouki - Rouiba         |
| CS Constantine (D1)        | 0 - 1 | WA Tlemcen (D1)       |         | Stade Omar Hamadi - Alger             |
| ES Sétif (D1)              | 3 - 1 | US Biskra (D1)        |         | Stade 1e novembre - Batna             |
| ES Guelma (D3)             | 0 - 1 | JS Kabylie (D1)       | *       | EL-Eulma                              |
| USM Alger (D1)             | 2 - 0 | USM Annaba (D2)       | *       | El-Eulma                              |

* après prolongation

## Quarts de finale
Les matchs des quarts de finale se sont joués les 4 mai 2006 et 1er juin 2006.
| Équipe 1            | Score | Équipe 2        | Prolongation | Lieu           |
| WA Tlemcen (D1)     | 2 - 1 | ASM Oran (D2)   |              | Sidi-bel-Abbès |
| ES Sétif (D1)       | 1 - 2 | MC Alger (D1)   |              | Boumerdes      |
| RC Kouba (D2)       | 0 - 0 | USM Alger (D1)  | 1-4**        | Alger          |
| NA Hussein Dey (D1) | 1 - 1 | JS Kabylie (D1) | 2-4**        | Blida          |

** aux tirs au but

## Demi-finales
Les matchs des demi-finales se sont joués le 8 juin 2006.
| Équipe 1       | Score | Équipe 2        | Prolongation | Lieu       |
| MC Alger (D1)  | 3 - 1 | WA Tlemcen (D1) |              | Mostaganem |
| USM Alger (D1) | 0 - 0 | JS Kabylie (D1) | 4-2*         | Blida      |

* après prolongation

## Finale
La finale a eu lieu au Stade du 5-Juillet-1962 à Alger, le 15 juin 2006.
| 15 juin 2006 | MC Alger             | 2 - 1   | USM Alger    | Stade 5-juillet-1962, Alger                                            |                                                                        |
| 16 h 00      | Daham 42e 50e (pen.) | (1 - 0) | Doucouré 85e | Spectateurs : 70 000 Arbitrage : Djamel Haimoudi Amar Taleb Ahmed Kaid | Spectateurs : 70 000 Arbitrage : Djamel Haimoudi Amar Taleb Ahmed Kaid |
| 16 h 00      | Rapport              |         |              | Spectateurs : 70 000 Arbitrage : Djamel Haimoudi Amar Taleb Ahmed Kaid | Spectateurs : 70 000 Arbitrage : Djamel Haimoudi Amar Taleb Ahmed Kaid |

| Gardien de but  | Abdoun    |     |     |
|                 | Chaoui    | 54e |     |
|                 | Babouche  |     |     |
| Capitaine       | Bouacida  |     |     |
|                 | Coulibaly |     |     |
|                 | Zmit      |     |     |
|                 | Hadjadj   | 15e | 72e |
|                 | Bouguèche | 61e | 86e |
|                 | Badji     |     |     |
|                 | Daham     |     |     |
|                 | Younès    |     |     |
| Remplaçants :   |           |     |     |
|                 | Maouche   |     | 72e |
|                 | Hamadou   |     | 86e |
|                 |           |     |     |
| Entraîneur :    |           |     |     |
| François Bracci |           |     |     |

| Gardien de but  | Zemmamouche |          |     |
|                 | Besseghir   | 25e      |     |
|                 | Haddou      |          | 55e |
|                 | Doghmani    |          |     |
|                 | Hamdoud     |          |     |
|                 | Djahnine    |          |     |
|                 | Metref      |          |     |
| Capitaine       | Dziri       |          | 52e |
|                 | Ammour      |          | 76e |
|                 | Achiou      | 78e      |     |
|                 | Ghazi       | 36e, 40e |     |
| Remplaçants :   |             |          |     |
|                 | Belkaid     |          | 55e |
|                 | Doucouré    |          | 70e |
|                 | Belkheir    |          | 75e |
| Entraîneur :    |             |          |     |
| Mustapha Biskri |             |          |     |

| Coupe d'Algérie de Football Vainqueur 2006 |
| ------------------------------------------ |
| MC Alger 5e titre                          |